# Špičák (Růžohorská hornatina)
Špičák (německy Spitzberg) je vrchol ve východních Krkonoších.

## Poloha
Špičák se společně se sousední Starou horou nachází v jižním zakončení Dlouhého hřebenu nad Temným Dolem. Tyčí se asi 1,5 km severozápadně od obce Horní Maršov a 4,5 km severně od Janských Lázní. Svahy hory jsou velmi příkré a se značným převýšením. Od severovýchodně umístěné Staré hory ho odděluje sedlo s nadmořskou výškou přibližně 800 metrů. Špičák se nachází na území Krkonošského národního parku. Suťovitý špičatý kopec nad soutokem Úpy a Malé Úpy přehrazuje údolí, proto je dobře vidět z mnoha míst východních Krkonoš i ze Sněžky. Vrcholové rovince se dříve říkalo Mariánská výšina.

## Vodstvo
Od severu přitéká ke Špičáku Malá Úpa, která se pod jeho severozápadním svahem zleva vlévá do Úpy. Ta potom obtéká jeho západní a jižní úbočí.

## Vegetace
Špičák pokrývá smrkový les na západním svahu přerušovaný nevelkými suťovisky.

## Komunikace
V prostoru Staré hory se nacházejí pouze lesní cesty horší kvality nebo lesní pěšiny. Po jedné z nich prochází sedlem mezi ním a Starou horou zeleně značená turistická trasa 4250 Spálený Mlýn - Horní Maršov.

## Stavby
Na jihovýchodním svahu Špičáku se nachází horská osada Stará Hora spadající pod Horní Maršov.
Na vrcholové rovině do druhé světové války stával altán s vyhlídkou na Sněžku.